# Selección de fútbol sub-17 de Checoslovaquia
La selección de fútbol de Checoslovaquia fue el equipo representante de aquel país en la Copa Mundial de Fútbol Sub-17 y en la Euro Sub-16, y era controlada por la Asociación Checoslovaca de Fútbol.
Su único logro importante fue ganar el título continental en 1990 en 5 apariciones continentales, y clasificaron para el Mundial Sub-17 de Japón en el año 1993, accediendo a los cuartos de final.
Luego de la separación de República Checa y Eslovaquia en 1993, el equipo se disolvió y dio paso a las selecciones de República Checa y Eslovaquia, considerando a la selección checa como su sucesora.

## Palmarés
- Euro Sub-16: 1

1990
- Torneo de Montagiu: 0
  - Finalista: 2

1988, 1992

## Estadísticas
| - 1982: No clasificó - 1984: No clasificó - 1985: No clasificó - 1986: 1.ª Ronda - 1987: 1.ª Ronda - 1988: No clasificó - 1989: No clasificó - 1990: Campeón - 1991: No clasificó - 1992: No clasificó - 1993: 3º Lugar - 1994: 1.ª Ronda (Como Selección de la República Checa y Eslovaca) | - 1985: No clasificó - 1987: No clasificó - 1989: No clasificó - 1991: No clasificó - 1993: Cuartos de Final |

## Jugadores destacados
| - / Marek Jankulovski - / Karol Kisel | - / Libor Sionko - / Patrik Berger | - / Martin Čížek - / Marek Penska |